# Hyalurga leucophlebia
Hyalurga leucophlebia là một loài bướm đêm thuộc phân họ Arctiinae, họ Erebidae.